# Operation Chromite
Operation Chromite (인천상륙작전?, 仁川上陸作戰?, Incheon sangnyuk jakjeonLR; lett. "La battaglia di Incheon") è un film sudcoreano del 2016 diretto da John H. Lee e basato sugli eventi della battaglia di Incheon, sebbene presenti una versione romanzata dell'operazione spionistica "Trudy Jackson" dei servizi informazione militari, condotta prima dello sbarco effettivo.

## Trama
L'operazione Chromite è il nome in codice di una missione di 8 militari americani e sud coreani durante la guerra scatenata dall'invasione della Corea del Sud da parte della Corea del Nord il 25 giugno 1950, grazie anche all'aiuto di Cina e URSS. Dopo la conquista della capitale sudcoreana Seul e di gran parte del territorio sud coreano, il generale Douglas MacArthur, comandante delle forze ONU, organizzò uno sbarco ad Incheon per prendere alle spalle le forze nord coreane. L'operazione Chromite aveva scarse probabilità di successo, ma creare una testa di ponte ad Incheon era l'unica possibilità per l'unità segreta "X-Ray" composta dal capitano Jang Hak-soo e altri 7 membri che dovranno fingersi nordcoreani per incominciare a mettere mano a vitali informazioni necessarie per lo sbarco. Quando però al piccolo gruppo viene meno la copertura  rimane solamente una possibilità per far sbarcare le forze ONU a Incheon.

## Cast
- Lee Jung-jae interpreta Jang Hak-soo
- Lee Beom-soo interpreta Lim Gye-jin
- Liam Neeson interpreta il generale Douglas MacArthur[4][5]
- Jin Se-yeon interpreta Han Chae-seon
- Jung Joon-ho interpreta Seo Jin-cheol
- Park Chul-min interpreta Nam Ki-seong
- Kim Byeong-ok interpreta Choi Seok-joong
- Jon Gries interpreta Hoyt Vandenberg
- Choo Sung-hoon interpreta Baeksan
- Kim Sun-a interpreta Kim Hwa-young
- Kim Young-ae interpreta Na Jeong-nim
- Park Sung-woong interpreta Park Nam-cheol
- Sean Dulake interpreta il tenente colonnello Edward L. Rowny
- Kim Hee-jin interpreta Ryu Jang-choon
- Lee Won-jong interpreta Kim Il-sung

## Distribuzione
La pellicola è stata distribuita il 27 luglio 2016 in Corea del Sud. In lingua italiana è uscito il 20 luglio 2017.

## Accoglienza
Appena uscito, il film fu primo al botteghino sudcoreano, incassando 18,47 milioni di dollari con circa 7 milioni di biglietti venduti (al 5 dicembre 2016). Nel mondo, ha incassato 50 milioni di dollari.
Sul sito Rotten Tomatoes, ha ricevuto il 33% di approvazioni con un voto medio del 49% derivante da 18 recensioni.

## Riconoscimenti
- 2016 – Premio Daejong[10]
  - Premio popolarità a Lee Beom-soo
  - Miglior stella nascente a Kim Hee-jin
  - Candidatura Miglior nuovo attore a Kim Hee-jin (a pari merito con Choi Ri per Gwihyang)
  - Candidatura Migliori costumi a Oh Sang-jin
  - Candidatura Miglior musica a Lee Dong-joon
  - Candidatura Miglior registrazione del suono
  - Candidatura Migliori effetti visivi a Moon Byung-yong e Cho E-suck